# 谷城郡

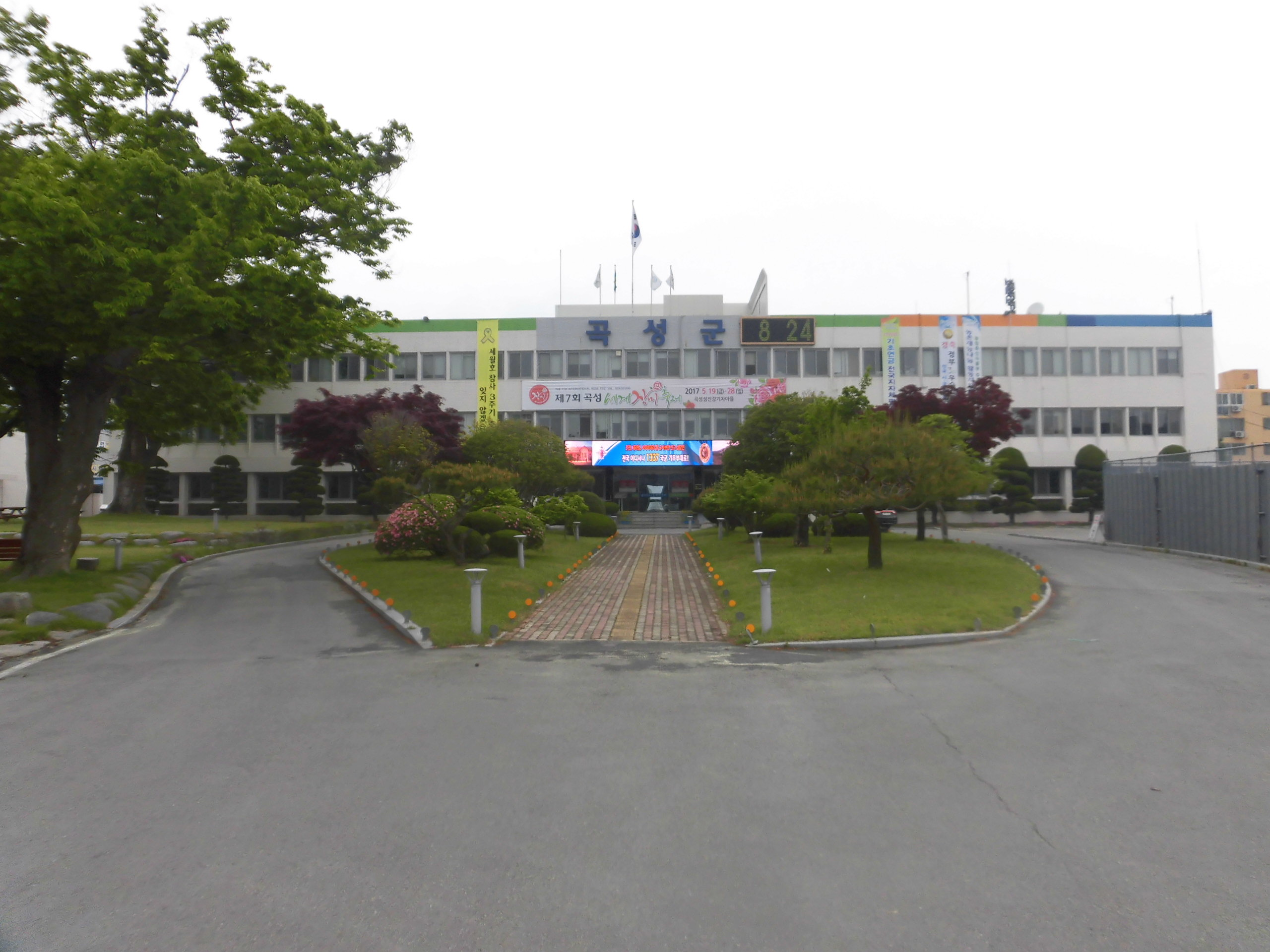
谷城郡庁

谷城郡（コクソンぐん）は、大韓民国全羅南道の北東部にある郡である。

## 歴史

### 沿革
- 1895年に南原府谷城郡に改編されたが、1896年に全羅南道谷城郡となった。（8面）
  - 道上面・曳山面・梧枝面・牛谷面・三岐面・石谷面・木寺洞面・竹谷面
- 1914年4月1日 - 郡面併合により、昌平郡の玉山面・兼面・只面・水面・火面および立面の一部と求礼郡古達面が谷城郡に編入。[2]（11面126里）
  - 谷城面・梧谷面・三岐面・石谷面・木寺洞面・竹谷面・古達面・玉果面・立面・兼面・火面

| 朝鮮総督府令第111号        | |            | |
| 旧行政区画                 | 旧行政区画 | 新行政区画 | 新行政区画 |
| 全羅南道谷城郡             | 道上面 | 谷城面     | 교촌리、구원리、신월리、월봉리、읍내리、죽동리、학정리                                                         |
| 全羅南道谷城郡             | 曳山面 | 谷城面     | 대평리、동산리、서계리、신기리、신리、장선리                                                                   |
| 全羅南道谷城郡             | 梧枝面 | 梧谷面     | 덕산리、봉조리、송정리、압록리、오지리、침곡리                                                                 |
| 全羅南道谷城郡             | 牛谷面 | 梧谷面     | 구성리、명산리、묘천리、미산리、승법리                                                                         |
| 全羅南道谷城郡             | 三岐面 | 三岐面     | 경악리、괴소리、근촌리、금계리、금반리、노동리、농소리、수산리、원등리、월경리、의암리、청계리                 |
| 全羅南道谷城郡             | 木寺洞面구룡리/공북리/청룡리/토점촌、구룡리/용선촌、소동리/소방리/기룡리、학암리/동산리 일부/고제동 일부、천평리/호곡리/동산리 일부、고죽리/도장촌、신기리/(순천군 주암면) 고산리 일부、신전리/고제동 일부、용강리/용전리/평지리/봉장동/송전리 일부、용암리/사당촌、월평리/원정리/죽림리/유치리/송전리 일부、궁두리/평리/하신기리/동산리 일부                                                      | 木寺洞面   | 공북리、구룡리、대곡리、동암리、범계리、수곡리、신기리、신전리、용봉리、용사리、죽정리、평리                   |
| 全羅南道谷城郡             | 石谷面 | 石谷面     | 구봉리、능파리、당월리、덕흥리、방송리、봉전리、석곡리、연반리、염곡리、옥룡리、온수리、운룡리、유정리、죽산리 |
| 全羅南道谷城郡             | 竹谷面신대리/고치리、와룡동/남양동/하죽리 일부、죽천리/사창리/서정리/당동、창기리/동계리/삼송리 일부、덕양촌/용지리/봉정리/죽성리 일부、화산촌/삼태리/농암리/만흥리、반송리/신풍리/죽성리 일부、연화동/매화동 일부、송정리/오릉동 일부、건모리/외사리/원달리/금표리/삼송리 일부、월곡촌/가목리/유봉리/비봉리、태평리/하죽리 일부/매화촌 일부、조사리/상한리/하한리、반계촌/화양리/모동/죽성리 일부 | 竹谷面     | 고치리、남양리、당동리、동계리、봉정리、삼태리、신풍리、연화리、용정리、원달리、유봉리、태평리、하한리、화양리 |
| 全羅北道昌平郡（旧玉果郡） | 火面 | 火面       | 가곡리、단사리、봉동리、선세리、연화리、운곡리、율천리、조양리、청단리                                         |
| 全羅北道昌平郡（旧玉果郡） | 立面 | 立面       | 금산리、대장리、만수리、매월리、삼오리、서봉리、약천리、입석리、제월리、창정리、흑석리                         |
| 全羅北道昌平郡（旧玉果郡） | 玉山面 | 玉果面     | 무창리、설옥리、옥과리、율사리、이문리、죽림리                                                                 |
| 全羅北道昌平郡（旧玉果郡） | 水面 | 玉果面     | 소룡리、송전리、수리、주산리、합강리                                                                           |
| 全羅北道昌平郡（旧玉果郡） | 只面 | 兼面       | 가정리、남양리、마전리、산정리、평장리、현정리、황산리                                                         |
| 全羅北道昌平郡（旧玉果郡） | 兼面 | 兼面       | 괴정리、대명리、상덕리、송강리、운교리、칠봉리                                                                 |
| 全羅北道求礼郡             | 古達面 | 古達面     | 고달리、대사리、두가리、뇌죽리、목동리、백곡리、호곡리                                                         |
- 1949年 - 火面が梧山面に改称。
- 1973年7月1日 - 梧谷面猫川里が谷城面に編入。
- 1979年5月1日 - 谷城面が谷城邑に昇格。[3]（1邑10面126里）
- 1983年2月15日（1邑10面125里）
  - 石谷面雲龍里が昇州郡住巌面に編入。
  - 玉果面松田里が立面に編入。
  - 兼面凰山里が玉果面に編入。

## 行政区画

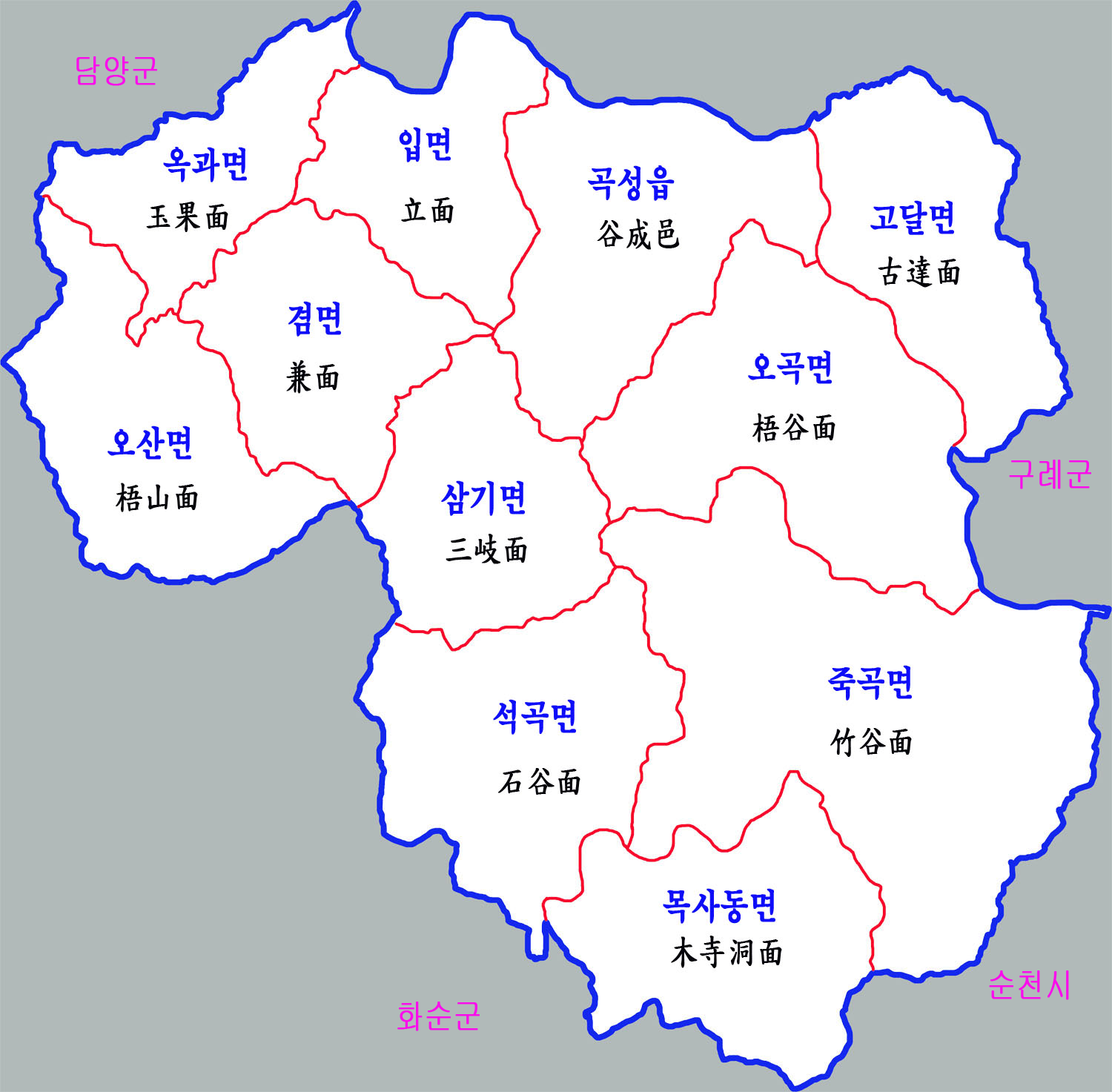
行政区域図

| 邑・面   | 法定里 | 世帯   | 人口   | 面積   |
| -------- | --- | ------ | ------ | ------ |
| 谷城邑   | 校村里、旧院里、大坪里、東山里、猫川里、西渓里、新里、新基里、新月里、月峰里、邑内里、長善里、竹洞里、鶴亭里   | 3,555  | 8,328  | 52.32  |
| 梧谷面   | 亀城里、徳山里、明山里、弥山里、鳳鳥里、松亭里、承法里、鴨緑里、梧枝里、寝谷里                                 | 1,022  | 2,184  | 62.86  |
| 三岐面   | 敬岳里、槐所里、根村里、金渓里、金盤里、芦洞里、農所里、水山里、院嶝里、月境里、儀岩里、清渓里                 | 964    | 1,858  | 38.18  |
| 石谷面   | 九峰里、凌波里、堂月里、徳興里、芳松里、鳳田里、石谷里、蓮盤里、念谷里、温水里、柳亭里、竹山里                 | 1,343  | 2,631  | 53.18  |
| 木寺洞面 | 拱北里、九龍里、大谷里、東岩里、帆渓里、水谷里、新基里、新田里、龍鳳里、龍司里、竹亭里、坪里                   | 821    | 1,507  | 46.76  |
| 竹谷面   | 古致里、南陽里、堂洞里、桐渓里、鳳停里、三台里、新豊里、蓮花里、龍亭里、元達里、留鳳里、太平里、下汗里、華陽里 | 1,070  | 2,019  | 103.40 |
| 古達面   | 古達里、磊竹里、帯社里、杜柯里、牧洞里、白谷里、虎谷里                                                         | 682    | 1,306  | 41.94  |
| 玉果面   | 里門里、武昌里、雪玉里、巣龍里、水里、玉果里、栗寺里、舟山里、竹林里、合江里、凰山里                           | 2,204  | 4,508  | 29.95  |
| 立面     | 琴山里、大壮里、万寿里、梅月里、三梧里、棲鳳里、松田里、薬川里、立石里、霽月里、昌亭里、黒石里                 | 1,316  | 2,851  | 34.06  |
| 兼面     | 柯亭里、槐亭里、南陽里、大明里、馬田里、山亭里、上徳里、松江里、雲橋里、七峰里、平章里、玄亭里                 | 981    | 1,938  | 38.25  |
| 梧山面   | 柯谷里、丹士里、鳳洞里、善世里、蓮花里、雲谷里、栗川里、朝陽里、青丹里                                         | 824    | 1,602  | 46.56  |
| 谷城郡   | | 14,782 | 30,732 | 547.46 |

## 行政

### 警察
- 谷城警察署

### 消防
- 潭陽消防署
  - 谷城119安全センター
  - 玉果119安全センター

## 交通

### 鉄道
- 全羅線
  - 谷城駅 - 鴨緑駅
- 蟾津江汽車村（全羅線旧線跡を再利用した観光鉄道）
  - 谷城駅 - 寝谷駅 - 柯亭駅

### 高速道路
- 湖南高速道路
  - 石谷インターチェンジ - 谷城インターチェンジ - 谷城サービスエリア - 玉果インターチェンジ

### 国道
- 国道13号線 (韓国)（朝鮮語版）
- 国道15号線 (韓国)
- 国道17号線 (韓国)
- 国道18号線 (韓国)（朝鮮語版）
- 国道22号線 (韓国)（朝鮮語版）
- 国道27号線 (韓国)（朝鮮語版）

## 姉妹都市
- 大韓民国 ソウル特別市 江東区 (1996.03.18)
- 大韓民国 慶尚南道 居昌郡 (1998.10.09)
- 大韓民国 釜山広域市 西区 (2000.06.29)
- 中華人民共和国 舟山市 普陀区 (2001.11.17)
- 大韓民国 京畿道 議政府市 (2010.11.28)
- 大韓民国 光州広域市 東区 (2011.04.07)
- 大韓民国 慶尚北道 尚州市 (2012.02.29)
- フィリピン ウルダネータ市（英語版） (2012.03.20)
- アメリカ合衆国 ハワイ州 ハワイ郡 (2012.04.02)
- 大韓民国 ソウル特別市 鍾路区 (2012.05.18)